# Olympische Sommerspiele 2008/Teilnehmer (El Salvador)
| Gelbes Symbol für Goldmedaillen mit stilisierten Olympischen Ringen | Graues Symbol für Silbermedaillen mit stilisierten Olympischen Ringen | Braundes Symbol für Bronzemedaillen mit stilisierten Olympischen Ringen |
| ------------------------------------------------------------------- | --------------------------------------------------------------------- | ----------------------------------------------------------------------- |
| —                                                                   | —                                                                     | —                                                                       |

El Salvador nahm 2008 zum achten Mal an Olympischen Sommerspielen teil.

## Gewichtheben
Frauen:
- Eva Dimas (Klasse über 75 kg)

## Judo
Männer:
- Franklin A. Cisneros (Klasse bis 81 kg)

## Leichtathletik
Frauen:
- Verónica Abigail Colindres García (20 km Gehen)

Männer:
- Salvador Ernesto Mira (50 km Gehen)

## Radsport
Frauen:
- Evelyn García (Einzelverfolgung, Punktefahren)

Männer:
- Mario Contreras (Straßenrennen)

## Ringen
Frauen:
- Ingrid Xiomara Medrano Cuéllar (Freistil, Klasse bis 48 kg)

## Rudern
Frauen:
- Ana Camila Vargas Palomo (Einer)

## Schießen
Frauen:
- Luisa Cristina del Rosario Maida Leiva (Luftpistole 10 m, Sportpistole 25 m)

## Schwimmen
Frauen:
- Golda Lee Marcus (400 m Freistil, 800 m Freistil)

## Tennis
Männer:
- Rafael Arévalo (Einzel)